# Platinametaller
Platinametaller är ett samlingsnamn för ett antal metalliska grundämnen i grupp 8, grupp 9 och grupp 10 i det periodiska systemet (tidigare grupp VIII):
- iridium
- osmium
- palladium
- platina
- rodium
- rutenium

De har stor kemisk motståndskraft. Även järn, kobolt och nickel hör till grupp 8, 9 eller 10, men de räknas normalt till den separata grupperingen järnmetaller.